# 錄事參軍
錄事參軍，中國古代中層文官，主要負責監察，在州中稱錄事參軍，在府中則稱司錄參軍，在唐代，是刺史以下一州中最重要的官員。

## 年代
錄事參軍一職於晉代設立，唐朝初年，把各州主簿改稱錄事參軍，一直沿用到宋代。

## 員額
兩晉南北朝時，軍府設置錄事參軍。唐代制度，都督府設錄事參軍一或二人，州則各設一人。有時錄事參軍出缺，由六曹參軍攝任。一些中央官署，如十六衛、羽林軍、太子率府也設有錄事參軍。

## 官階
錄事參軍官秩為從正七品上至從八品下，視乎所在府、州的級別。安史之亂後，錄事參軍受到重視，地位提高，758年晉升一品，即從六品上至正八品下。府和大州的錄事參軍地位較高，小州的錄事參軍則是「釋褐官」，往往授予新入仕途的官員，地位低很多。

## 職權
錄事參軍最主要職責，是監察官員，包括州政府內的官吏，以及該州縣令，類似漢代的督郵。錄事參軍監察吏員的任用，以及中央命令在地方的實施，是府、州中最重要的監察官。此外，錄事參軍負責簽發命令，監守官印，把州政府公文交予六曹參軍處理，事成後，覆檢有關公文，檢查有否失當，公事是否已經辦妥，以紅筆加署。
唐代後期，錄事參軍職權提升，成為州刺史以下最重要的官員。安史之亂後，中央財政困難，原來州中長史、司馬等「上佐」被減省，變成閒職，不再掌權，其位置由錄事參軍取代。如府州長官暫缺，則由錄事參軍攝代。一些割據藩鎮想剝奪刺史的權力，直接把一州事務交予錄事參軍，以便直接控制。唐末五代，刺史往往不掌實際政務，一州的行政責任都交付錄事參軍。
錄事參軍負責統率一州官府，地位有如中央的宰相，總管六曹參軍，總轄六曹；甚至可以直接上奏，糾舉州長官刺史。錄事參軍亦兼管財政，包括兩稅、鹽稅、義倉、俸祿等等。義倉的糧食有時會被人盜用、濫用，錄事參軍加以監管，確保用於救濟。州中官吏如有錯失，錄事參軍或須受罰。